# Marija Poroszyna
Marija Poroszyna (ur. 1 listopada 1973 w Moskwie) – rosyjska aktorka.
Jest członkinią zespołu teatralnego Sergieja Winogradowa. Jej matka była reżyserką teatru Bolszoj. Wystąpiła również w wielkim przeboju kinowym Straż nocna i jego kontynuacji Straż dzienna.

## Wybrane filmy
- Brygada (ros. Бригада, serial, 2002)
- Czwarte życzenie (ros. Четвертое желание, 2003)
- Straż nocna (ros. Ночной дозор, 2003)
- Zawsze mów zawsze (ros. Всегда говори всегда, 2003, sequel 2005)
- Straż dzienna (ros. Дневной дозор, 2006)
- Anna German. Tajemnica Białego Anioła (ros. Анна Герман. Тайна белого ангела, 2012)
- Serca na sprzedaż (ros. Челночницы, 2016)